# コルテノーヴァ
コルテノーヴァ（伊: Cortenova）は、イタリア共和国ロンバルディア州レッコ県にある、人口約1,200人の基礎自治体（コムーネ）。

## 地理

### 位置・広がり
レッコ県のコムーネ。県都レッコから北へ16kmの距離にある。

#### 隣接コムーネ
隣接するコムーネは以下の通り。
- クランドラ・ヴァルサッシナ
- エージノ・ラーリオ
- プリマルーナ
- タチェーノ

### 気候分類・地震分類
気候分類では、zona E, 2755 GGに分類される。
また、イタリアの地震リスク階級 (it) では、zona 4 (sismicità molto bassa) に分類される。

## 行政

### 分離集落
コルテノーヴァには、以下の分離集落（フラツィオーネ）がある。
- Bindo, Piano, Prato San Pietro

### 山岳部共同体
- 広域行政組織である山岳部共同体（イタリア語版）「ヴァルサッシーナ、ヴァルヴァッローネ、ヴァル・デージノ・エ・リヴィエラ山岳部共同体」 (it:Comunità montana della Valsassina, Valvarrone, Val d'Esino e Riviera) （事務所所在地: バルツィオ）に属するコムーネである。